# Gallblåsa

Gallblåsan (5) sitter vid levern (4).
Blåsans innehåll, gallan, portioneras ut i tolvfingertarmen (6), som är början på tunntarmen.

Gallblåsan (lat. vesica fellea eller vesica biliaris) sitter vid levern, och fungerar som en tillfällig lagringsplats för galla som sedan blandas med tunntarmens innehåll. Vid behov pressar gallblåsan ut galla i tolvfingertarmen.
Gallblåsan är inte nödvändig för kroppens funktion och kan därför opereras bort vid till exempel gallstensproblem. Det utförs årligen omkring 14 000 sådana operationer i Sverige (2014).

## Anatomi och funktion

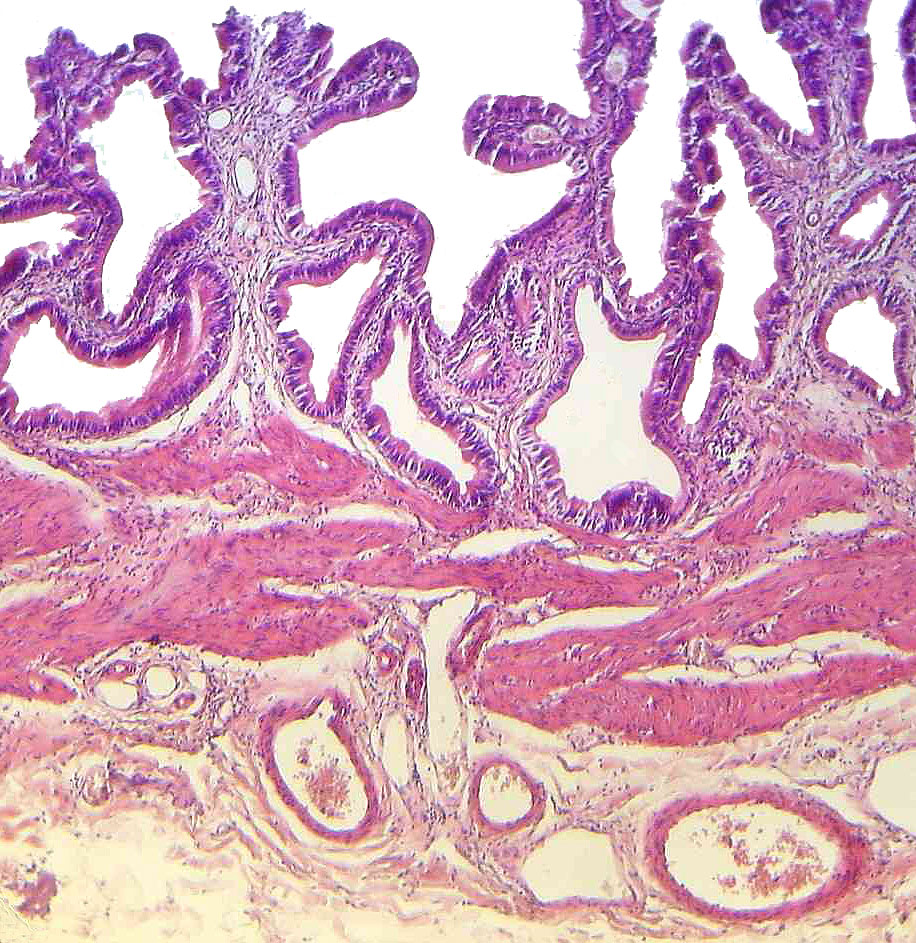
Gallblåsans histologi

Gallblåsan är päronformad och sitter i en grop på undersidan av högra leverloben och framsticker med sin tjockända vid främre leverkanten.
Till volymen rymmer gallblåsan bara 30–60 ml men på grund av att gallan här koncentreras mellan 5 (normalt) och 16 (extremt) gånger räcker detta upp till 12 timmar. Koncentrationen skapas av så kallade natriumpumpar som driver ut natrium, med följd att även vatten och klor lämnar gallblåsan. Den koncentrerade gallan har följande sammansättning:
- vatten 92%
- gallsalter 6%
- bilirubin 0,3%
- kolesterol 0,3-0,9%
- fettsyror 0,3-1,2%

Gallblåsan börjar tömmas redan när föda når magsäcken, men den starkast stimulerande effekten har kolecystokinin som utsöndras i blodet av tolvfingertarmens slemhinna, vilket sker när födans fettsyror når hit ungefär en halvtimme efter måltidens intagande. En tömning av gallblåsan utlöses även, dock i betydligt mindre grad, av acetylkolin som utsöndrats av innerverande nerver. Gallblåsans tömning är ett resultat av dels rytmiska sammandragningar av själva blåsan, dels en avslappning i öppningen av gallgången till tolvfingertarmen, vilket även öppnar för bukspottkörtelns utlopp. Det är bara blåsans sammandragning som stimuleras av acetylkolin.
Gallblåsans vägg byggs upp av fem lager (inifrån och ut):
1. En veckad slemhinna, mucosa
2. Bindväv, lamina propria
3. Ett tjockt lager glatt muskulatur
4. Ännu ett bindvävsskikt
5. En tunn hinna, serosa

Gallblåsan finns hos många, men inte alla, ryggradsdjur. Ryggradslösa djur saknar den.

## Gallblåserelaterade sjukdomar eller problem
- Gallsten
- Gallblåseinflammation
- Gallblåsecancer